# Skipovac Gornji (Doboj)
Skipovac Gornji (szerbül: Скиповац Горњи), település Bosznia-Hercegovinában, a Szerb Köztársaság északi régiójában Doboj községben. 

## Fekvése
A település Bosznia-Hercegovina északi részén, Dobojtól légvonalban 15, közúton 24 km-re északkeletre, a Lukavica-folyó forrásvidékén, a Trebava-hegység középső részén, 250-520 méteres magasságban található.

## Népessége
| Nemzetiségi csoport | Népesség 1991 | Népesség 2013 |
| ------------------- | ------------- | ------------- |
| Szerb               | 466           | 13            |
| Bosnyák             | 0             | 0             |
| Horvát              | 0             | 0             |
| Jugoszláv           | 0             | 1             |
| Egyéb               | 15            | 0             |
| Összesen            | 481           | 14            |

## Története
A szomszédos Donji Skipovac területén előkerült őskori leletek tanúsága szerint a Trebava-hegységnek ezen a részén már az őskorban több emberi település volt.
A település 1878-ig tartozott az Oszmán Birodalomhoz, ekkor a berlini kongresszus határozata alapján az Osztrák-Magyar Monarchia része lett. 1879-ben az első osztrák-magyar népszámlálás során a Gračanicai járáshoz tartozó Paležnica településnek 111 háztartása és 696 ortodox lakosa volt. 1910-ben a Gračanicai járáshoz tartozó Skipovac településen 173 háztartást és 1045 ortodox lakost találtak. A monarchia szétesésével 1918-ban előbb a Szerb-Horvát-Szlovén Királyság, majd 1929-től a Jugoszláv Királyság része lett. 1921-ben a Gračanicai járáshoz tartozó Skipovac községnek 1038 lakosa volt, közülük 1037 ortodox szerb és 1 muszlim volt. Az 1929-es törvény értelmében, amikor Bosznia-Hercegovinát négy banovinára, Drinskára, Vrbaskára, Zetskára és Primorskára osztották, a település a Vrbaska banovina része lett, amelynek székhelye Banja Luka volt.
A második világháborúban Jugoszlávia megszállása után a Független Horvát Állam (NDH) része lett. A második világháború után 1992-ig a település a szocialista Jugoszlávia keretében a Bosznia-Hercegovinai Népköztársaság, valamint Gračanica község része volt. A boszniai háborút lezáró daytoni békeszerződés rendelkezése alapján az ország területét felosztották a Bosznia-hercegovinai Föderáció és a boszniai Szerb Köztársaság között. A békeszerződés utáni területmegosztási megállapodás értelmében a település északi része a Boszniai Szerb Köztársasághoz és Doboj községhez került, míg a település területének déli, lakatlan része a Bosznia-hercegovinai Föderáció Tuzlai kantonjában levő Gračanica község területénél maradt.